# Бадлу, Киран
Киран Бадлу (нидерл. Kiran Badloe; род. 13 сентября 1994 года, Алмере, Нидерланды) — нидерландский яхтсмен-виндсёрфер, олимпийский чемпион 2020 года, трёхкратный чемпион мира, двукратный чемпион Европы в классе RS:X.
В детстве жил с родителями и сестрой на острове Бонайре, где впервые узнал о виндсёрфинге. Начал заниматься парусным спортом в возрасте 10 лет.
В 2016 году в Эйлате впервые стал призёром чемпионата мира в классе RS:X, заняв третье место. В 2018 году на чемпионате мира в Орхусе стал вторым, уступив только двукратном олимпийскому чемпиону Дориану ван Рейсселберге. На чемпионатах мира 2019 и 2020 годов Бадлу опережал ван Рейсселберге в борьбе за золото. В 2021 году в Кадисе Бадлу третий раз подряд выиграл чемпионат мира.
На Олимпийских играх 2020 года в Токио Киран доминировал в классе RS:X: он выиграл 5 из 12 предварительных гонок и лишь один раз опустился ниже пятого места (среди 25 участников). В медальной гонке 31 июля 2021 года стал вторым и по общему количеству очков уверенно занял первое место и выиграл золото.